# Afareus
Afareus (latinsky Aphareus) je v řecké mytologii messénský král, syn krále Periéra a jeho manželky Gorgofony.
Měl dva syny, siláka Ida a ostrozrakého Lynkea. Uvádí se však, že otcem Ida byl bůh moří Poseidón, který mu dokonce půjčil okřídlený vůz, když se Idás ucházel o ruku Marpéssy, dcery krále Euéna.
Synové byli bratranci Dioskúrů, hrdinů Kastora a Polydeuka. I když z počátku bylo mezi nimi dosti řevnivosti, později se zúčastnili společně mnoha velkých akcí, mezi jinými lovu na kalydónského kance nebo výpravy Argonautů pro zlaté rouno.
Nakonec však společně provedli krádež stád dobytka v Arkádii a při dělení kořisti došlo k prudkému sporu, při němž všichni čtyři zahynuli.
Jiný Afareus je známý z trojské války. Byl to statečný achajský bojovník, nakonec padl v boji s Aineiem.